# Galeottia ciliata
Galeottia ciliata är en orkidéart som först beskrevs av C.Morel, och fick sitt nu gällande namn av Robert Louis Dressler och Eric Alston Christenson. Galeottia ciliata ingår i släktet Galeottia och familjen orkidéer. Inga underarter finns listade i Catalogue of Life.

## Bildgalleri

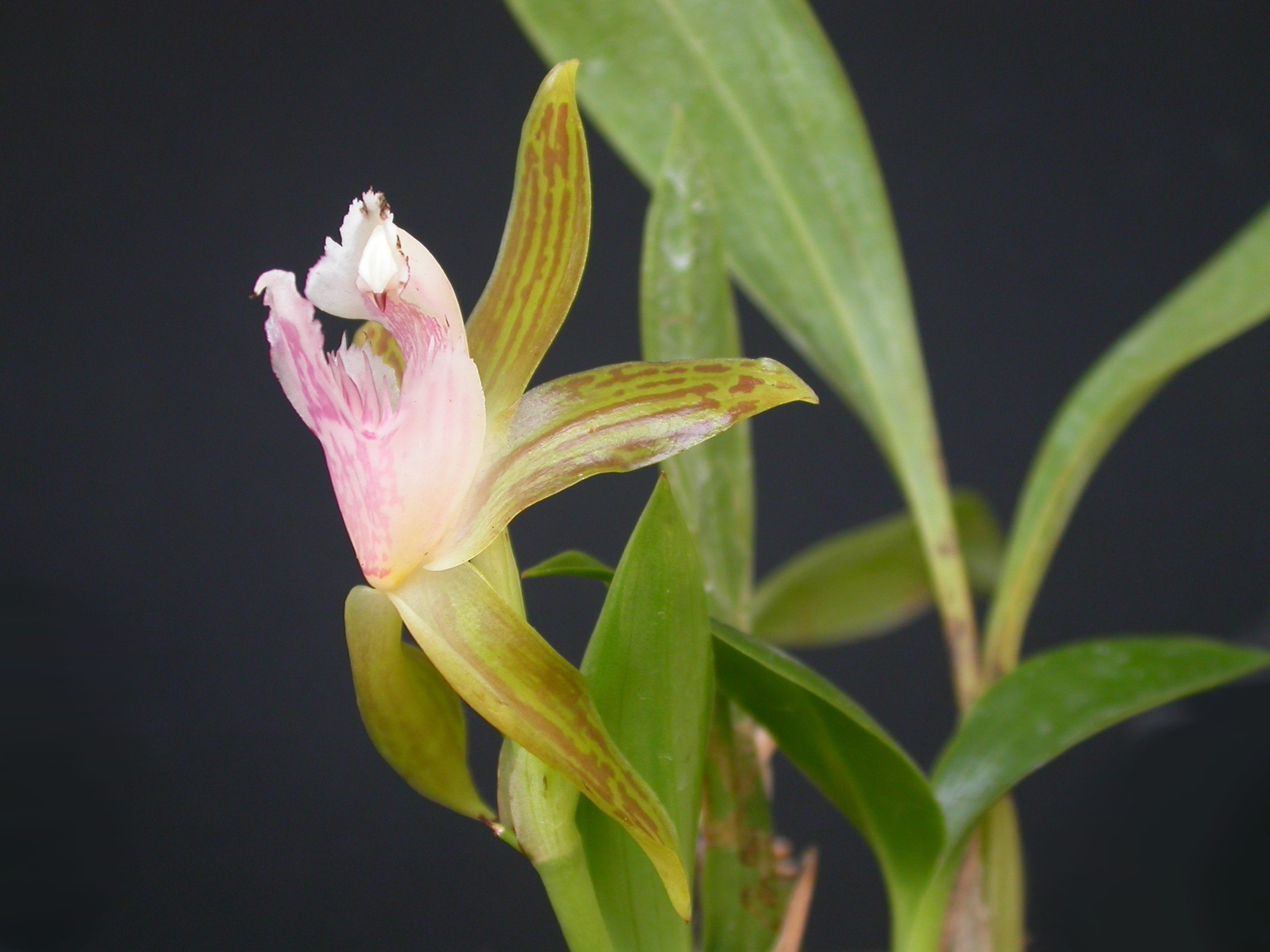